# マレラ・ディスカバリー
マレラ・ディスカバリー（Marella Discovery）は、マレラ・クルーズが運航するクルーズ客船。

## 歴史
1996年にロイヤル・カリビアン・インターナショナルのスプレンダー・オブ・ザ・シーズとして運航開始。
2016年に英国トムソンクルーズに売却されTUIDiscoveryと改名。翌2017年、マレラ・クルーズに売却され現在に至る。

## ギャラリー

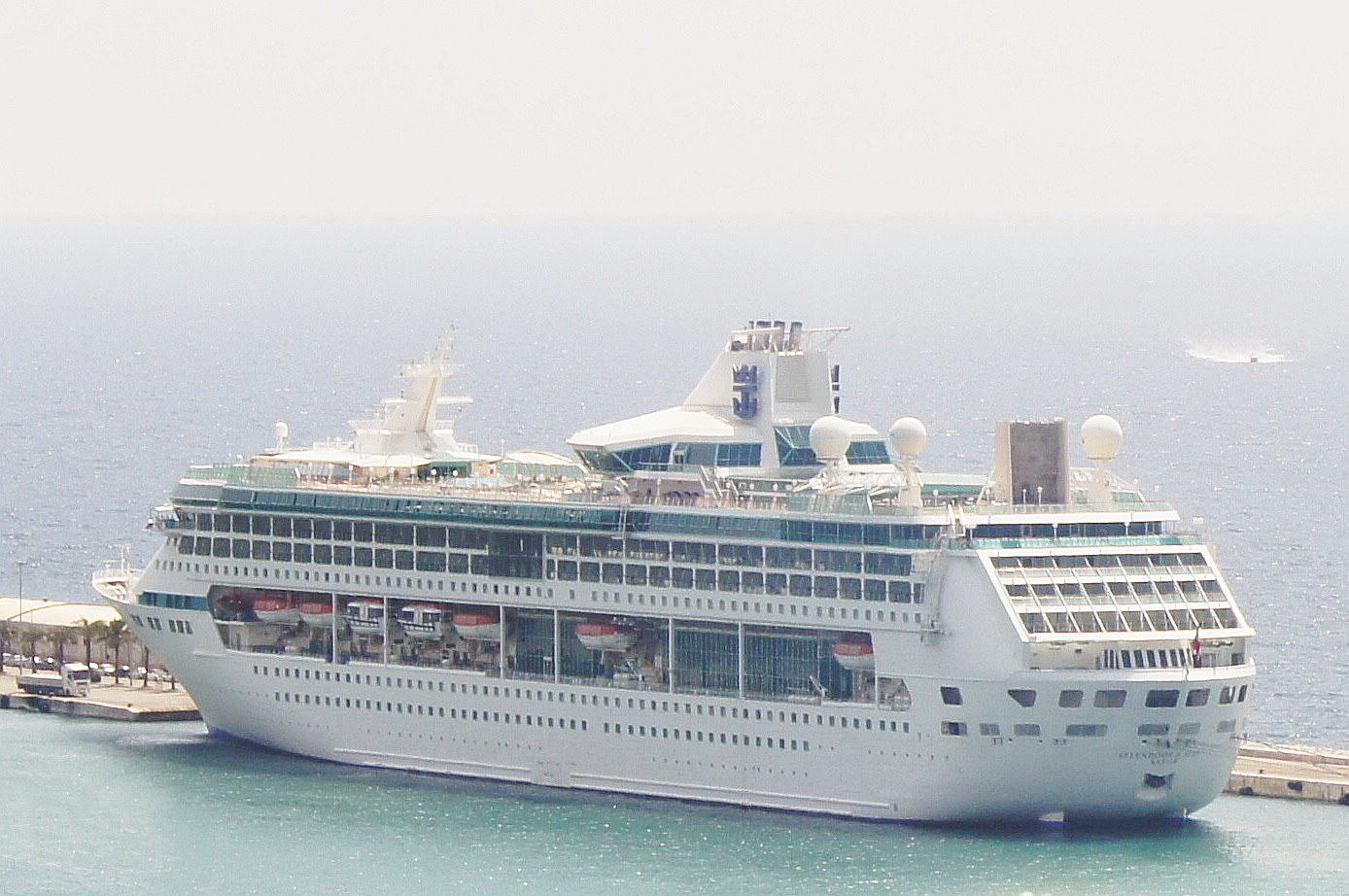
スプレンダー・オブ・ザ・シーズ(2011年)